# ボネーア
ボネーア（イタリア語: Bonea）は、イタリア共和国カンパニア州ベネヴェント県にある、人口約1,400人の基礎自治体（コムーネ）。

## 地理

### 位置・広がり
ベネヴェント県南西部のコムーネ。県都ベネヴェントから西南西へ15kmの距離にある。

#### 隣接コムーネ
隣接するコムーネは以下の通り。括弧内のAVはアヴェッリーノ県所属を示す。
- アイローラ
- ブッチャーノ
- モンテサルキオ
- ロトンディ (AV)
- トッコ・カウディオ